# Matchstraff

Ett rött kort används i många sporter och betyder oftast att en spelare har gjort sig skyldig till ett sådant regelbrott att han eller hon måste lämna matchen. I bandy används det så, och straffet kallas matchstraff.

Matchstraff är en term som används i vissa sporter för det straff som en spelare får, när han eller hon har begått ett sådant allvarligt brott mot reglerna att han eller hon utvisas för resten av matchen. Termen används i bandy, innebandy och ishockey. I bandy markeras det med ett rött kort.